# Drum național 65
Der Drum național 65 (rumänisch für „Nationalstraße 65“, kurz DN65) ist eine Hauptstraße in Rumänien. Sie bildet zugleich ein Teilstück der Europastraße 574.

## Verlauf
Die Straße zweigt in Craiova vom Drum național 6 (Europastraße 70) nach Osten ab und verläuft über Balș, wo sie den Fluss Olteț quert, die Brücke über den Fluss Olt (Alt) in die Kreishauptstadt Slatina. Von dort aus führt sie weiter durch die Große Walachei, nimmt in Albota 13 km vor der Kreishauptstadt Pitești den Drum național 65A auf und setzt sich nach Pitești fort, wo sie zunächst auf den kurzen Drum național 65B trifft und schließlich in den Drum național 7 mündet, der parallel zur Europastraße 81 verläuft.
Die Länge der Straße beträgt rund 122 Kilometer.